# اندیس چاه دوست
چاه دوست یک اندیس فلزی است که در حوالی شهر زیروکی استان سیستان و بلوچستان قرار دارد و مادهٔ معدنی موجود در آن، کرومیت است.  